# Daniels Farm House
Pour les articles homonymes, voir Daniels.
La Daniels Farm House est un corps de ferme américain dans le comté de Brewster, au Texas, à proximité de Rio Grande Village. Protégée au sein du parc national de Big Bend, elle est inscrite au Registre national des lieux historiques depuis le 20 octobre 1989.